# Dödbränning
Dödbränning innebär att ett ämne upphettas så starkt att det därigenom mister de egenskaper det skulle ha, eller skulle ha erhållit om det värmts upp till en mera lämplig temperatur.

## Kalkbränning
Dödbränd kalk erhålls genom att oren kalksten bränns vid så högtemperatur att den brända kalken ej, som i fallet med kalk bränd av ren kalksten, kan släckas. Kalksten består nästan enbart av kalciumoxid, CaO, som mycket lätt reagerar med vatten under stor värmeutveckling, medan oren kalksten bland annat innehåller kiselsyra, SiO2, och aluminiumoxid, Al2O3, vilka vid hög temperatur reagerar med kalciumoxid.
För att kalkbränning i praktiken ska kunna utföras inom rimlig tid, måste bränningen ske vid en temperatur av minst 900 °C.  Kalksten med mindre än 90 % kalciumkarbonat blir vanligen redan vid denna temperatur dödbränd och lämpar sig ej för tillverkning av bränd kalk, men däremot möjligen till hydraulisk kalk.
Det temperaturintervall från 900 °C och uppåt, inom vilket ren kalksten kan brännas utan att bli dödbränd, ökar med högre renhet och för att kalksten ska vara lämplig för kalkbränning bör den helst hålla över 95 % kalciumkarbonat.

## Gipsbränning
Dödbränd gips erhålls av gips, CaSO4-2H2O, genom uppvärmning till cirka 200 °C eller däröver. Gipsen mister då ännu mera av sitt kristallvatten än den fjärdedel som ännu återstår i vanlig bränd gips. Kalciumsulfatet övergår då i en anhydritisk form, som i motsats till vanlig bränd gips mycket långsamt tar upp vatten under bildning av dihydrater, varför det ej stelnar.
Dödbränd gips kan göras användbar genom uppvärmning till 900 – 1 000 °C, vilket ger murgips, Estrichgips, som stelnar inom 12 – 18 timmar, är väderbeständigt, och därför kan användas för utvändigt byggnadsbruk.

## Lerbränning
Benämningen dödbränd används ibland också om lera eller kaolin, vilken är så starkt uppvärmd att den mist en del av eller allt sitt kemiskt bundna kristallvatten. Dödbränd lera har ingen plasticitet, inte ens om den blandas med eller mals i vatten. Denna verkan visar sig vid olika temperaturer beroende på sorten av lera och är i huvudsak fullständig vid cirka 600 °C för så vitt uppvärmningen varit tillräckligt långvarig.